# Guadalupe de Cartago
Guadalupe o Arenilla,  es el sexto distrito del cantón de Cartago, en la provincia de Cartago, de Costa Rica.

## Toponimia
El centro del distrito era conocido como Arenilla (por los residuos de arena luego de las lluvias y demás en el costado oeste del Cementerio General de Cartago), mientras que Guadalupe era el poblado existente hacia el sector noreste del cementerio General de Cartago, en donde se ubicaba una pequeña ermita en que se veneraba a la Virgen de Guadalupe, la historia cuenta de ese nombre de "Guadalupe" desde el año 1844, por una carta enviada por el señor Telesforo Peralta del Ministerio de Relaciones y Gobernación, siendo este así, el primer poblado de Costa Rica en llamarse "Guadalupe".

## Historia
El poblado en su ubicación actual comenzó a desarrollarse en el año 1910, a partir del terremoto que azotó la ciudad de Cartago y sus alrededores, anteriormente se encontraba en una zona adyacente al cementerio de la ciudad.
Guadalupe llegó a formar un distrito debidamente definido con los caseríos de Quebradilla, Coris, Coplachí y Bermejo, sin embargo, en el año de 1986 fue creado el distrito de Quebradilla, lo cual redujo el territorio de Guadalupe de 35,69 km² a 13,24 km².
Como dato anecdótico, los habitantes de “Arenilla” eran conocidos como “Tusayeguas”, debido a la gran cantidad de artesanos dedicados a la confección de aperos para caballos, tales como jáquimas, gamarras, percheras y otros accesorios. Ante la alta demanda de producción, era necesario adquirir grandes cantidades de crines de caballo. Por ello, los artesanos se las ingeniaban para "tusar" a cuanto equino encontraban en las calles. Esta práctica motivó a los "jaquimeros" a trasladarse a barrios vecinos, lo que generó malestar entre los pobladores externos, quienes comenzaron a llamar a los guadalupanos “tusayeguas”.
En cuanto a su estructura organizativa, Guadalupe de Cartago cuenta con una Asociación de Desarrollo Integral fundada en el año 1968. Además, dispone de un EBAIS (Equipo Básico de Atención Integral en Salud), templo parroquial, centros educativos y una plaza de deportes con sus respectivos comités.
Cabe destacar que el Cementerio General de Cartago y el Cementerio de Obreros de Cartago se encuentran ubicados en el distrito de Arenilla.

## Ubicación
Ubicado en el extremo norte del Valle de El Guarco, Se ubica a sólo 2 km al oeste del centro de Cartago.

## Geografía
Guadalupe cuenta con un área de 13,16 km² y una altitud media de 1400 m s. n. m.

## Demografía
Para el año 2022, Guadalupe cuenta con una población estimada de 14 182 habitantes, y para el último censo efectuado, en 2011, Guadalupe contaba con una población de 14 618 habitantes.
Es el séptimo distrito más poblado del cantón.[¿cuándo?]

## Localidades
- Barrios: Américas, Higuerón, Joya, Marías, Las Palmas.

## Cultura
"Arenilla" presenta a través del tiempo un conjunto de Grupos y Comités que han trabajado para y por la parte cultural, a partir del día 9 de mayo del año 2021 se creó desde la Capilla de María Auxiliadora en el distrito el Grupo Cultural Raíces de Arenilla, el cual tiene como finalidad el rescate de las raíces de Guadalupe así como la promoción cultural siendo punto de referencia en la provincia en armonía con las fuerzas vivas y a disposición del pueblo.
Actividades como representaciones bíblicas en Semana Santa, Organización y Presentaciones en la Semana Cultural, actividades varias con los centros de atención de la comunidad como la Asociación Hogar Manos de Jesús, Hogar Baik, Casa del Adulto Mayor, la Escuela Carlos J Peralta Echeverría y otros para un sano entretinimiento.

### Educación
Los cinco centros de estudio son:
- CECUDI municipal
- Jardín de Niños kinder Carlos J. Peralta Echevarría
- Escuela Centenaria Carlos J. Peralta Echeverría
- Colegio Francisca Carrasco Jiménez, este en honor a la heroína de nombre homónimo, oriunda de la provincia
- Universidad Americana (UAM), ubicada en el mall Paseo Metrópoli.[8]

## Economía
En el distrito se cuenta con la estancia de un importante centro comercial como lo es el Mall Paseo Metrópoli, abierto a finales del 2012, que cuenta con diferentes áreas de entretenimiento y adquisición de diferentes bienes y servicios.  
Así como una fuente de trabajo importante y grande para los Cartagineses y por un largo tiempo formando parte de la idiosincrasia de los lugareños como lo es el Parque Industrial, gran fuente de ingresos y gran cantidad de trabajadores que han pasado y prestado sus servicios para grandes e importantes empresas, tanto nacionales como internacionales.

## Transporte

### Carreteras
Al distrito lo atraviesan las siguientes rutas nacionales de carretera:
- Ruta nacional 2
- Ruta nacional 10
- Ruta nacional 228
- Ruta nacional 236